# Chionaema grandis
Chionaema grandis är en fjärilsart som beskrevs av Paul Mabille 1879. Chionaema grandis ingår i släktet Chionaema och familjen björnspinnare. Inga underarter finns listade i Catalogue of Life.